# Maria Pita

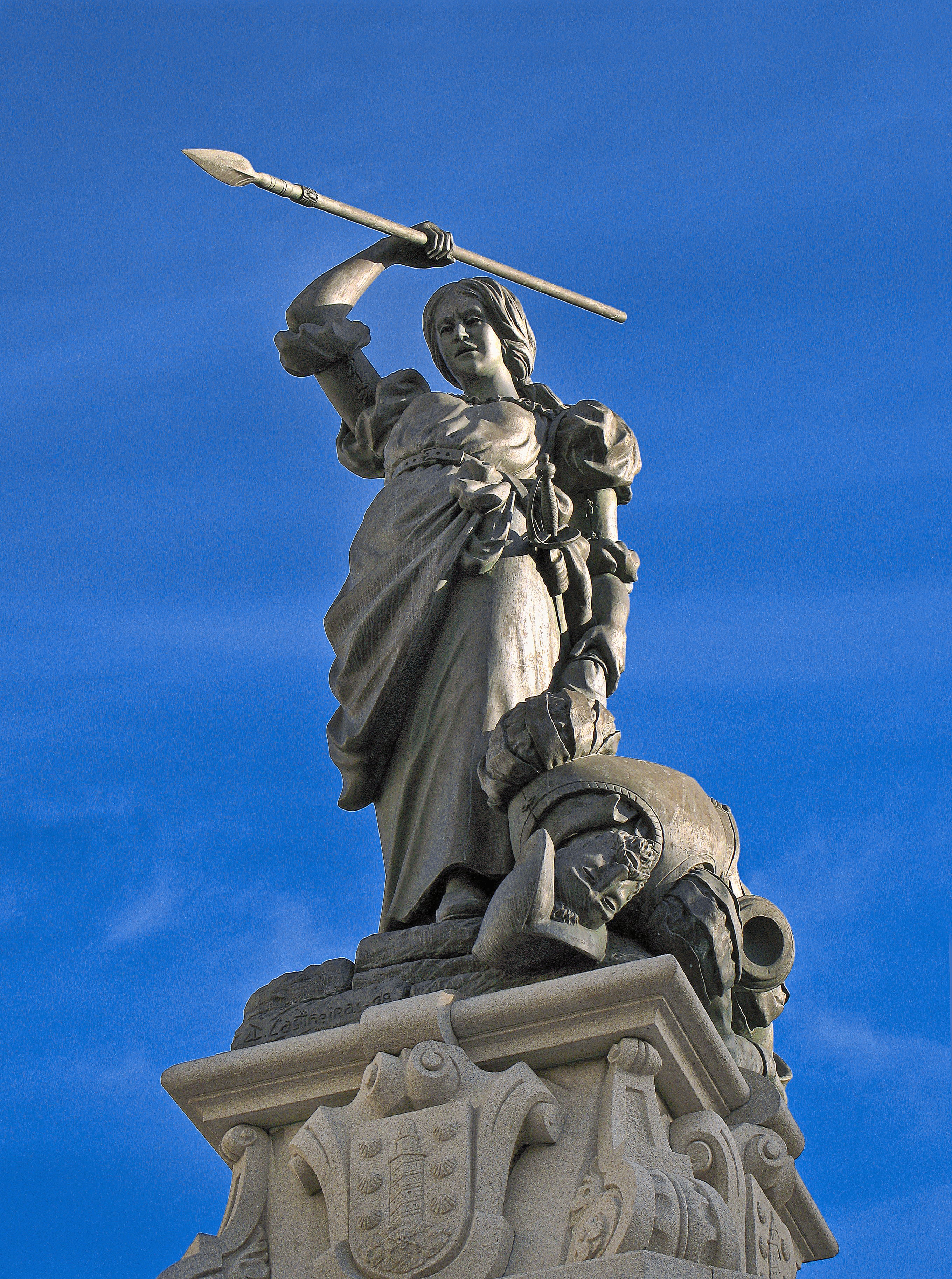
Monumento a Maria Pita na Corunha

María Mayor Fernández da Cámara Pita (Sigrás, Cambre, c. 1565 – Cambre, 1643 conhecida popularmente como María Pita, foi uma heroína da defesa da Corunha contra o ataque da Armada Inglesa comandado por Francis Drake.
Nasceu numa aldeia perto da Corunha, no seio de uma família modesta. Em 1581 contraiu matrimônio com João Rois, ao que lhe seguiriam três outros casamentos: com o açougueiro Gregório de Rocamonde, com o mestre de navio Sancho de Arratia e com escudeiro da Real Audiência Gil de Figueroa, dos quais teve um total de quatro filhos.
Esta personagem ficou muito conhecida na história espanhola pela sua intervenção, em 1589, durante o cerco que os ingleses fizeram à Corunha. Numa altura em que os ingleses se encontravam em claro domínio e a vencer a população da Corunha que se encontrava cada vez mais desmotivada, Maria Pita consegue derrotar o soldado inglês que carregava a bandeira. Com a bandeira inglesa nas suas mãos, Maria Pita motiva a população da Corunha, que assim consegue vencer as tropas inglesas.
À parte a sua intervenção no cerco que os ingleses vieram pôr à Corunha, a sua vida esteve cheia de vicissitudes, entre as quais figuram duas viagens a Madrid e a participação em numerosos preitos. Morreu em Cambre em 1643, tendo solicitado no seu testamento que fosse enterrada no Convento de São Domingos, embora não se conserve nenhum documento que o comprove nem se tenha podido identificar a sua sepultura.
A sua memória é comemorada com a atribuição do seu nome a uma das principais praças da Corunha, bem como com uma estátua com uma chama sempre acesa.